# Eopsaltria flaviventris
Eopsaltria flaviventris là một loài chim trong họ Petroicidae.